# Francisco Caamaño Domínguez

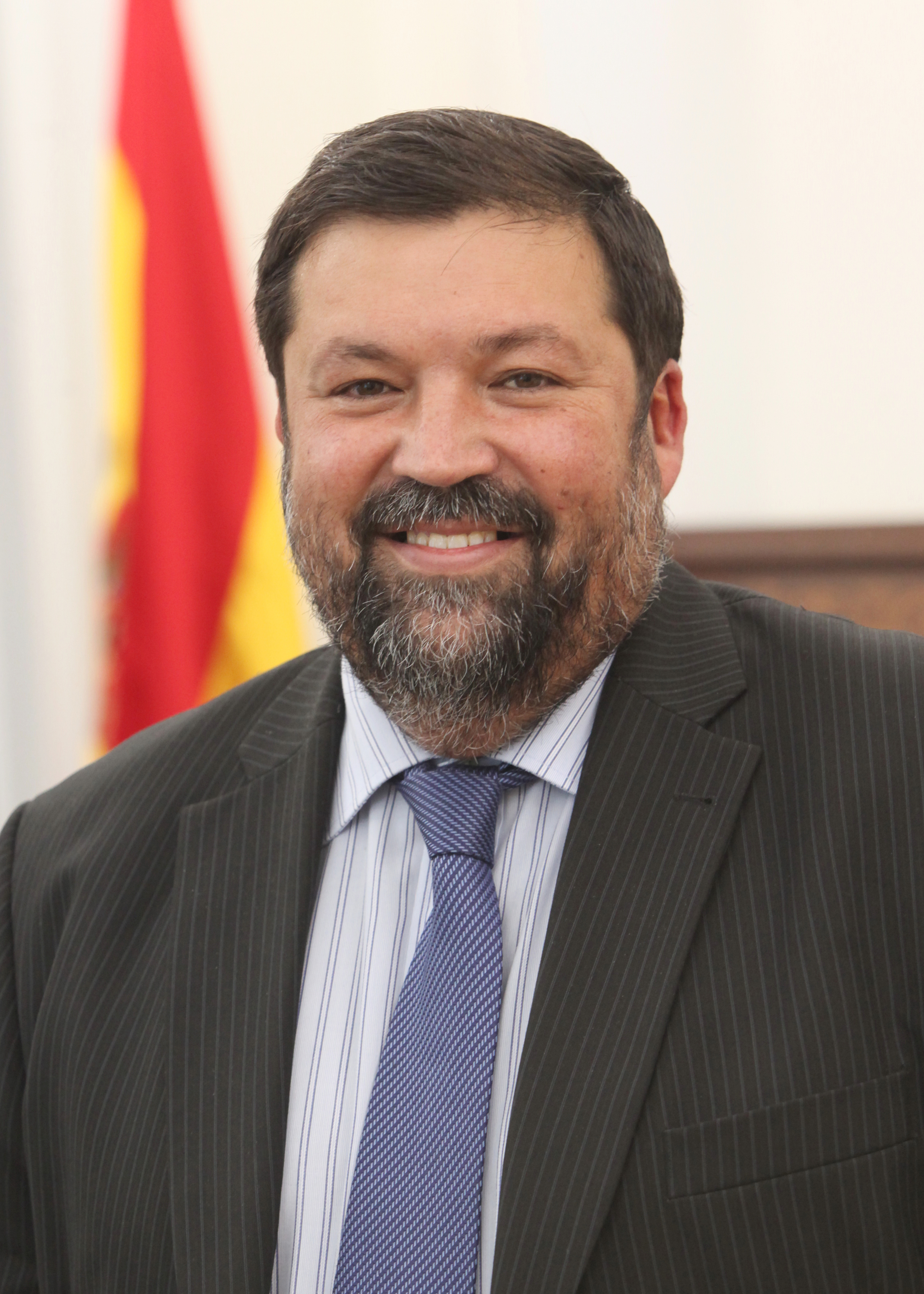
Francisco Caamaño Domínguez (2009)

Francisco Caamaño Domínguez (* 8. Januar 1963 in Cee, La Coruña) ist ein spanischer Politiker der PSOE.

## Leben
Caamaño studierte Rechtswissenschaften an der Universität Santiago de Compostela. Nach seinem Studium war er als Hochschullehrer für Rechtswissenschaften an der Universität Santiago de Compostela tätig. Caamaño war vom 24. Februar 2009 bis zum Dezember 2011 als Nachfolger von Mariano Fernández Bermejo Justizminister im Kabinett Zapatero II.

## Werke (Auswahl)
- 1992: El mandato parlamentario
- 1994: El control de constitucionalidad de disposiciones reglamentarias
- 1995: Normas institucionais de Galicia
- 1997: Jurisdicción y procesos constitucionales
- 2000: El derecho de sufragio pasivo: prontuario de jurisprudencia constitucional 1981–1999